# Orthoprosopa pacifica
Orthoprosopa pacifica är en tvåvingeart som först beskrevs av Heikki Hippa 1980.  Orthoprosopa pacifica ingår i släktet Orthoprosopa och familjen blomflugor.
Artens utbredningsområde är Nya Kaledonien. Inga underarter finns listade i Catalogue of Life.